# ハノーファー会議
ハノーファー会議（ハノーファーかいぎ）は、1926年1月24日にドイツのハノーファーで行われた、国家社会主義ドイツ労働者党（ナチス党）のグレゴール・シュトラッサーらを中心とする党内左派幹部が主宰した会議である。この会議では、旧諸侯の財産没収案、親ソ外交路線、党の綱領の明確化等が論議され、社会主義的な政策案を草案にまとめ、アドルフ・ヒトラーとナチ党中央に訴えた。しかし、ヒトラーやミュンヘン党本部のドイツ南部を中心とするナチス主流派からは草案を拒否され、同年2月14日に開かれたバンベルク会議の場で草案を正式にヒトラーから否定され、議論の末、ナチス左派幹部は敗北した。

## 概要
党の体制に楯突いて粛清の悲劇的運命を辿るトロツキスト的現象は、共産党だけの専売特許ではない。ナチ党の内部でも同種の現象がみられる。ナチ左派がそれであった。グレゴール・シュトラッサーらナチ左派の活動基盤は、中農の保守的なカトリック人口の多いバイエルンを基盤とするミュンヘン・ナチ(ナチ右派)とは違って、大農の支配と闘わければならないプロテスタント系人口の多い北ドイツや労働者のソーシャリズム感情に訴えてゆかねばならないルール地帯の西ドイツにあった。こうしてこれらの地域におけるナチは、グレゴールの統率の下にナチ右派から独走する傾向を見せ、日を追って右派に対する対抗意識を深めていった。
1925年9月10・11日には、ハーゲンでグレゴールを指導者とし、彼の秘書をしていたラインラント出身の若いヨーゼフ・ゲッベルスを書記長とする
『北・西ドイツ大管区活動共同体(Arbeitsgemeinschaft der Nord-und Westdeutschen Gaue der NSDAP) (略称 NSAG)』が「腐敗したミュンヘン路線への対極
」として結成された。10月1日から「活動共同体」はその機関誌として左翼インテリ雑誌の『世界舞台(Die Weltbühne)』の装丁を真似た『国民社会主義通信（Nationalsozialistische Briefe）を月2回発刊することになり、オットー・シュトラッサーはその宣伝部長と編集長を兼ね、ゲッベルスも月200マルクの報酬でグレゴールの秘書兼その論説委員におさまった。11月12日、ハノーファーでグレゴールが催した事業団の会議に11のナチ管区から指導者が列席し、さらに1926年1月24日には、ハノーファー管区指導者で高等学校の教員をしていたベルンハルト・ルストの家でナチ左派の指導者達が集まった。ヒトラーの名代としてオヴザーヴァーの資格で派遣されたゴットフリート・フェーダー
の出席は彼らの怒りを買ったが、投票の結果かろうじてその出席は認められた。
出席者は
| 名前                                                 | 写真 | 地位 |
| ---------------------------------------------------- | ---- | --- |
| グレゴール・シュトラッサー (Gregor Strasser)         |      | 「オーバープファルツ＝ニーダーバイエルン大管区」指導者 （Gauleiter des Gaues Niederbayern/Oberpfalz） 「北・西ドイツ大管区活動共同体」指導者 (Arbeitsgemeinschaft der Nord-und Westdeutschen Gaue der NSDAP) |
| オットー・シュトラッサー (Otto Strasser)             |      | 「国民社会主義通信」宣伝・編集部長 (NS-Briefe Chefredakteur) |
| ヨーゼフ・ゲッベルス (Otto Strasser)                 |      | 「北・西ドイツ大管区活動協同体」事務局長(geschäftsführer der NSAG） |
| ベルンハルト・ルスト (Bernhard Rust)                 |      | 「北ハノーファー大管区」指導者 （Gauleiter des Gaues Hannover-Nord） |
| ヒンリヒ・ローゼ (Hinrich Lohse)                     |      | 「シュレースヴィヒ＝ホルシュタイン大管区」指導者 （Gauleiter des Gaues Schleswig-Holstein） |
| エミール・ホルツ (Emil Holtz)                        |      | 「ベルリン＝ブランデンブルク大管区」幕僚 （後、ブランデンブルク大管区指導者） （Gauleiter des Gaues Brandenburg）                                                                                            |
| エルンスト・フォン・シュランゲ (Ernst Schlange)      |      | 「ベルリン＝ブランデンブルク大管区」指導者 （Gauleiter des Gaues Berlin-Brandenburg） |
| テオドール・ファーレン (de:Theodor Vahlen)           |      | 「ポンメルン大管区」指導者 （Gauleiter des Gaues Pommern） |
| ディートリヒ・クラゲス (de:Dietrich Klagges)         |      | 「ブラウンシュヴァイク大管区」指導者 （Gauleiter des Gaues Braunschweig） |
| エーリヒ・ ロジカート (Erich Rosikat)                |      | 「シュレージェン大管区」指導者 （Gauleiter des Gaues Schlesien） |
| カール・ カウフマン (Karl Kaufmann)                  |      | 「ラインラント大管区」指導者 （Gauleiter des Gaues Rheinland） |
| ロベルト・ライ (Robert Ley)                          |      | 「南ラインラント大管区」指導者 （Gauleiter des Gaues Rheinland-Süd） |
| エーリヒ・コッホ (Erich Koch)                        |      | 「ルール大管区」指導者代理 （Gauleiter des Gaues Ruhr） |
| フリードリヒ・ヒルデブラント (Friedrich Hildebrandt) |      | 「メクレンブルク大管区」指導者代理 （Gauleiter des Gaues Mecklenburg） |

ら24人だった。

## 議事
フェーダーとライを除く全員はかねがねシュトラッサー兄弟が用意していた党の草案に賛成し、ミュンヘン・ナチの牛耳る『エーア出版社(Eher Verlag)』から独立した出版社を起こすことに同意した。
特に座を興奮させたのは、当時、政界の問題になっていた旧諸侯財産補償の問題である。革命が起こったとき、旧諸侯の財産は一時凍結されたが、私有権を明確にうたったヴァイマル憲法第153条との関係もあって没収されず、その解決処置は各州政府や自治体とそれぞれの諸侯との話し合いに任されていた。問題に完全な形で決着をつけるには、1926年当時の価値で26億マルクを必要とするものと見積もられKPDやSDPは財産無償没収の国民投票を要求していたが、ヒトラーを含むブルジョア諸政党はこぞってこれに反対していた。
ハノーファー会議に先立つ1925年12月15日、オットーは「国民社会主義通信」に「ウルリッヒ・フォン・フッテン」の変名で『我々と諸侯の補償(Wir und Fürstenabfindung)』なる一文を掲載しそのなかで彼は「我々国民社会主義者もこれに対してはっきりとした態度をとらねばならず、旧諸侯のかかる法外な要求を断固拒否する以外にありえない。」とし、『私益に優先する公益(Gemeinnutz vor Eigennutz)』の大原則の下、旧諸侯に対して州首相程度の、旧皇帝に対して大統領程度の終身年金を認める以外の「一切のほかのものは国家に帰属する」ことを主張していた。
財産無償没収に反対するミュンヘン・ナチの意向がハノーファー会議の席上で伝えられるや、座は興奮し、彼らはこもごも立って党主流派を非難し始めた。
後にグレゴールを裏切ることになるゲッベルスもこの頃はナチ左派のパリパリだった。
だがヒトラーを御し得るとみていた左派の領袖グレゴールは一座の鎮め役にまわった。
こうしてフェーダーの反対もむなしく、無償財産没収の件はライを除く出席者全員の賛同を得ることになり、「党本部の決定を出し抜くことはできない」と前置きしつつも、ハノーファー会議は次のように決議した。